# Mohnenberg
Der Mohnenberg ist ein aus Buntsandstein aufgebauter Berg im Wasgau (französisch Vasgovie), ein Gebiet dessen französischer Teil dort auch als Nordvogesen bezeichnet wird, im Département Bas-Rhin (deutsch Unterelsass), einige Kilometer südlich der Grenze zwischen Deutschland und Frankreich. Mit einer Höhe von 547 Metern (nach anderen Karten 550 m) ist er einer der höheren Gipfel dieser Region. Die höchste Erhebung des Wasgaus ist hingegen der Grand Wintersberg (deutsch Großer Wintersberg) nordwestlich von Niederbronn-les-Bains mit einer Höhe von 581 m.

## Lage
Der Mohnenberg liegt auf dem Gebiet der Gemeinde Lembach, aber deutlich näher an Niedersteinbach im Norden des Bergs. Anders als Niedersteinbach, das erst 1825 durch eine Grenzkorrektur von Bayern wieder an Frankreich kam, liegt er in dem nach dem Zweiten Pariser Frieden im Jahr 1815 bei Frankreich verbliebenen Gebiet.

## Tourismus
Der bewaldete Mohnenberg fällt mit rund 300 m hohen steilen Hängen zum Tal des Steinbachs, eines Zuflusses der Sauer, ab. Der leichteste Zugang erfolgt von Osten über den Hohwardt-Pass.